# Energieakkoord voor duurzame groei
Het Energieakkoord voor duurzame groei, kortweg het Energieakkoord, is een Nederlandse overeenkomst uit 2013 tussen de overheid en ruim veertig organisaties over energiebesparing, duurzame energie en klimaatmaatregelen. In 2019 werd het Klimaatakkoord de opvolger van het Energieakkoord.

## Maatregelen en doelen
Het doel van de afspraken is een betaalbare en schone energievoorziening verkrijgen. Ook wil men werkgelegenheid scheppen en economische kansen voor Nederland in de schone technologiemarkten benutten. Dit zijn de belangrijkste afspraken:
- 1000 extra windturbines.
- sluiten van vijf Nederlandse kolencentrales die in de jaren tachtig zijn gebouwd. Concreet worden drie kolencentrales (waaronder Borssele) per 1 januari 2016 gesloten en de laatste twee (Maasvlakte I en II) volgen per 1 juli 2017.
- In 2020 zal 14% van alle energie duurzaam worden opgewekt en dit moet dat oplopen tot 16% in 2023.
- Het kabinet investeert € 400 miljoen in de isolatie van huurwoningen.
- Woningeigenaren en (ver)huurders die nog geen energielabel hebben, krijgen vanaf 2015 een voorlopig energielabel.
- Huiseigenaren kunnen voordelig geld lenen voor energiebesparende maatregelen. Dit geld komt uit een energiebespaarfonds van € 600 miljoen.
- Alle investeringen in duurzame energie en energiebesparing leveren samen 15.000 banen op.
- Inzet om binnen Europa om de emissiehandel van koolstofdioxide (CO2) te verbeteren. In 2050 moet dit leiden tot minstens 80% minder uitstoot.
- Wie samen met anderen duurzaam elektriciteit opwekt, betaalt een lager energiebelastingtarief.

Volgens de berekeningen van PBL en ECN kan het Energieakkoord in 2020 leiden tot een maximaal aandeel hernieuwbare energie van 14%. Deze indicatie gaat uit van maximale effectiviteit van de afspraken in het Energieakkoord. Dit is het minimale percentage dat Nederland heeft toegezegd in te zetten op Europees niveau. In 2022 steeg de hoeveelheid hernieuwbare energie van 13% naar 15%.
Ondertekenaars van het Energieakkoord op 6 september 2013 zijn de Nederlandse overheid, werkgevers, vakbeweging en natuur- en milieuorganisaties. Het akkoord wordt bewaakt door een borgingscommissie met als hoofd Ed Nijpels.

## Effecten
In september 2014 bracht de borgingscommissie het statement uit dat er extra inspanningen nodig zijn om het energieakkoord te laten slagen.
Op 1 juli 2015 heeft energiebedrijf Eneco laten weten zijn medewerking te staken aan de uitvoering van het energieakkoord omdat het bedrijf dankzij voorgenomen gedwongen splitsing van energieleverancier en netwerkbedrijf geen geld meer zegt te hebben voor de benodigde investeringen.
De kolencentrale Borssele is in november 2015 gesloten, hiermee is de jaarlijkse uitstoot van ruim 2 miljoen ton CO2 tot een einde gekomen. Op 1 juli 2017 werd de productie in de laatste oude kolencentrales gestaakt.
Vanaf 1 januari 2025 is de verbranding van kolen voor elektriciteitsproductie in centrales van de ‘oude generatie’ (zoals de Hemweg- en Amercentrales) wettelijk verboden, ter uitvoering van het Energieakkoord.
In de Monitor Wind op Land 2018 bleek echter dat de productiecapaciteit van 6000 megawatt (MW) in 2020 – zoals afgesproken in het Energieakkoord – naar verwachting niet volledig zal worden gehaald.
Ultimo 2023 bleek opeens dat de doelstelling voor 2023, 16% hernieuwbare energie voor 2023, was overtroffen met een behaald percentage van 17%.

## Opvolger
Het Energieakkoord had doelen voor de periode tot 2020 en 2023. Met het zicht op de einddatum is in 2019 een nieuw Klimaatakkoord afgesproken dat een voortzetting is van het Energieakkoord met nieuwe doelen voor de periode tot 2030 en later. De doelstellingen van het Energieakkoord zijn integraal opgenomen in de uitvoering en borging van het Klimaatakkoord. De borgingscommissie blijft bestaan en zet de bestaande werkzaamheden voort.